# Charles Brisset
Pour les articles homonymes, voir Brisset.
Charles Brisset, né le 27 octobre 1914 à Montreuil et mort le 9 mai 1989 à Ville-d'Avray, est un médecin psychiatre français.

## Biographie
Il est le fondateur de l’Association française de psychiatrie et de la revue Psychiatrie française. Il fonde, avec Jacques Alfred Gendrot, la Clinique médicale de Ville-d’Avray en 1948.
« Le premier réquisitoire paru dans la littérature psychiatrique française contre la répression en Argentine fut publié par Charles Brisset dans Psychiatrie française, en 1977 ».
Sa thèse de médecine avait pour titre Corps et Âme,.
Il est le coauteur du Manuel de psychiatrie, plusieurs fois réédité et traduit en différentes langues. 
Il était le père de Claire Brisset.

## Publications
- Ch. Brisset : L'Avenir de la psychiatrie en France, Science de l'homme, 1972. (SUDOC 225988453)(BNF 35370590)
- Henri Ey, P. Bernard et Ch. Brisset : Manuel de psychiatrie, 1960. rééd. en 2010, Masson,  (ISBN 2294711580)
- Michaux, Léon ;  Heuyer, Georges ;  Gallot, Henri M. ;  Brisset, Charles ;  Scherrer, J. : Psychiatrie infantile, 1950.
- L'hystérie, cent ans après, Journées de l'Association française de psychiatrie, 22, 23, 24 janvier 1988 ISSN 0755-9755
- La dépression, deuil ou mélancolie, Journées de l'Association française de psychiatrie, 17, 18, 19 janvier 1985 ISSN 0755-9755